# Bitwa pod Kosmowem
Bitwa pod Kosmowem – walki polskiej 1 Dywizji Jazdy płk. Juliusza Rómmla z sowiecką 11 Dywizją Kawalerii w okresie ofensywy jesiennej wojsk polskich w czasie wojny polsko-bolszewickiej.

## Sytuacja ogólna
Realizując w drugiej połowie sierpnia 1920 operację warszawską,  wojska polskie powstrzymały armie Frontu Zachodniego Michaiła Tuchaczewskiego. 1 Armia  gen. Franciszka Latinika zatrzymała sowieckie natarcie  na przedmościu warszawskim, 5 Armia gen. Władysława Sikorskiego podjęła działania ofensywne nad Wkrą, a ostateczny cios sowieckim armiom zadał marszałek Józef Piłsudski, wyprowadzając uderzenie znad Wieprza. Zmieniło to radykalnie losy wojny. Od tego momentu Wojsko Polskie było w permanentnej ofensywie.
Po wielkiej bitwie nad Wisłą północny odcinek frontu polsko-sowieckiego zatrzymał się na zachód od linii Niemen – Szczara. Na froncie panował względny spokój, a obie strony reorganizowały swoje oddziały.
Wojska Frontu Zachodniego odtworzyły ciągłą linię frontu już 27 sierpnia. Obsadziły one rubież Dąbrówka- Odelsk – Krynki - Grodno - Grodek Kamieniec Litewski. 
Stąd Tuchaczewski zamierzał w przeprowadzić koncentryczne natarcie na Białystok i Brześć, by dalej ruszyć na Lublin. Uderzenie pomocnicze na południu miała wykonać między innymi 1 Armia Konna Siemiona Budionnego.
Reorganizując siły, Naczelne Dowództwo Wojska Polskiego zlikwidowało dowództwa frontów i rozformowało 1. i 5. Armię. Na froncie przeciwsowieckim rozwinięte zostały 2., 3., 4. i 6. Armie.
Myślą przewodnia planu polskiego Naczelnego Dowództwa na południu było zajęcie Wołynia i Małopolski Wschodniej, a poprzez koncentryczne natarcie polskich 3. i 6 Armii, osaczenie i zniszczenie sowieckich 12. i 14 Armii.
Po pokonaniu 1 Armii Konnej Siemiona Budionnego pod Komarowem, dowództwo polskie przystąpiło do działań zaczepnych. Plan ofensywy przewidywał uderzenie grupy gen. Stanisława Hallera znad Bugu, w kierunku na Łuck.

## Walki pod Kosmowem
Pod Kosmowem saperzy 13 Dywizji Piechoty już 9 września zbudowali most na Bugu, a grupa gen. Franciszka Krajowskiego 11 września rozpoczęła zagon na Kowel.
Nocą z 11 na 12 września 1 Dywizja Jazdy gen. Juliusza Rómmla przeprawiła się przez Bug pod Kosmowem. W pierwszym rzucie szedł 12 pułk ułanów. Dwa szwadrony zajęły wieś Młyniska, a dwa pozostałe uderzyły na wschód od wioski.
Za 12 p.uł. maszerowały baterie 3 dywizjonu artylerii konnej oraz 1. i 14 pułki ułanów. Te dwa ostatnie oddziały zajęły pozycje w zagłębieniu terenu między Młyniskami a lasem. O świcie na Młyniska położyła ogień artyleria sowieckiej 11 Dywizji Strzelców, a spoza wzgórz na wschód i północ od Młynisk uderzyła sowiecka kawaleria, grożąc oskrzydleniem 12 pułku ułanów. Wyprowadzony kontratak siłami polskiego 14 pułku ułanów zaskoczył kozaków i zmusił ich do zaniechania ataku.

## Bilans walk
W toku dalszych walk 1 Dywizja Jazdy płk. Juliusza Rómmla odrzuciła oddziały sowieckiej 11 Dywizji Kawalerii na około 15 km od Bugu. W walkach pod Kosmowem polska dywizja straciła około 120 poległych i rannych. Wzięto blisko 100 jeńców.